# Пам'ятник митрополитові Василю Липківському (Черкаси)
Пам'ятник митрополитові Василю (Липківському) — пам'ятник митрополитові Української автокефальної православної церкви Василю Липківському в місті Черкасах (Україна). Це другий в Україні пам'ятник митрополитові.

## Опис
Скульптор пам'ятника черкащанин Єгор Терехов.

## З історії пам'ятника
Пам'ятник митрополитові Василю Липківському було відкрито 18 січня 2019 року біля Черкаського музичного училища імені С. С. Гулака-Артемовського. Саме на цьому місці у Черкаській гімназії два роки викладав майбутній патріарх. А народився він 1864 року у селі Попудні Уманського повіту (нині — Монастирищенський район) Черкащини.
Рішення про відкриття пам'ятника саме тут було прийнято 4 вересня 2018 року на виїзній нараді за участі митрополита Черкаського і Чигиринського Іоана, ієрарха УПЦ КП, та голови Черкаської обласної державної адміністрації Юрія Ткаченка.

### Урочисте відкриття
В урочистостях з нагоди відкриття пам'ятника взяли участь Президент України Петро Порошенко і митрополит Православної церкви України Епіфаній, а також онук отця Василія — Костянтин Липківський. Митрополит Київський і всієї України Епіфаній освятив пам'ятник своєму попереднику:
|  | «Я радий сьогодні вітати славну Черкащину і вшановувати пам’ять першого Митрополита Української Автокефальної Православної Церкви, справжнього патріота Василя Липківського, якого сучасники назвали "апостолом українського релігійно-національного відродження», - зазначив Петро Порошенко, виступаючи під час церемонії відкриття. |